# Protokół kryptograficzny
Protokół kryptograficzny - protokół wykorzystujący algorytm kryptograficzny w celu zapewnienia odpowiedniego poziomu poufności i wiarygodności pomiędzy komunikującymi się stronami. Opisuje sposób użycia algorytmu oraz zapewnia, że niemożliwe jest dowiedzenie się czegoś więcej niż to co podane w protokole..
Opisuje właściwy sposób użycia technik kryptograficznych w celu zapewnienia bezpiecznego ich stosowania. Zwykle protokoły kryptograficzne dotyczą realizacji sposobu wymiany informacji z użyciem szyfrowania, w sposób uniemożliwiający przechwycenie informacji jawnej lub jakichkolwiek innych informacji - jak klucze lub np. informacja o tożsamości komunikujących się osób w trakcie pełnego procesu wymiany informacji. Zwykle w ramach jednego protokołu wykorzystuje się wiele technik kryptograficznych jak np. szyfr asymetryczny w celu bezpiecznej wymiany kluczy stosowanych podczas szyfrowania wiadomości szyfrem symetrycznym itp.
Konstrukcja protokołów kryptograficznych jest zajęciem skomplikowanym i wymagającym zwykle dużej wiedzy kryptologicznej oraz pomysłowości. Niewłaściwa budowa, implementacja lub wykorzystanie protokołu kryptograficznego prowadzi na ogół do możliwości odczytania zaszyfrowanych wiadomości lub np. podszycia się pod osobę uczestniczącą w procesie wymiany informacji i to niezależnie od stosowania formalnie bezpiecznych algorytmów szyfrowania. 
Przykładem może być złamanie szyfru z jednorazowym hasłem (one time pad), w ramach projektu Venona, opisane na stronach amerykańskiej NSA. Niewłaściwe użycie protokołu szyfrowania one time pad (kilkakrotne użycie tych samych haseł) doprowadziło dzięki konsekwentnej analizie i technikom rozszerzania wpływu do odczytania listy agentów rosyjskiej siatki szpiegowskiej. Skądinąd one time pad uważane jest za formalnie najbezpieczniejszy algorytm szyfrowania, jednak właśnie problematycznym elementem tej metody szyfrowania jest skomplikowany protokół kryptograficzny związany z tą techniką szyfrowania, który sprawia, że jest ona słabo odporna na błędy i skomplikowana w użyciu.

## Przykłady protokołów kryptograficznych
- protokół wymiany kluczy Diffie-Hellmana.
- protokół wymiany kluczy i uwierzytelniania hasłem: Secure Remote Password.